# Symbolanthus tetrapterus
Symbolanthus tetrapterus är en gentianaväxtart som beskrevs av Struwe. Symbolanthus tetrapterus ingår i släktet Symbolanthus och familjen gentianaväxter. Inga underarter finns listade i Catalogue of Life.